# Sorelle in armi
Sorelle in armi (So Proudly We Hail!) è un film del 1943 diretto da Mark Sandrich.
È basato sul libro scritto dall'infermiera Juanita Hipps, uno dei cosiddetti "Angeli di Bataan".

## Trama
Il film ha come argomento il contributo in guerra del corpo delle infermiere della Croce Rossa. Segue le vicende di un gruppo di infermiere militari mandate nelle isole Filippine all'inizio della seconda guerra mondiale.

## Riconoscimenti
Premi Oscar 1944: 4 candidature.

## Tagline
First great love story of our girls at the fighting front! (Prima grande storia d'amore delle nostre ragazze al fronte di combattimento)

## Distribuzione
Venne distribuito dalla Paramount Pictures.

### Date di uscita
- Stati Uniti: 9 settembre 1943 (So Proudly We Hail!)
- Australia: 18 febbraio 1944 (So Proudly We Hail!)
- Svezia: 3 aprile 1944 (Vi hälsa livet)
- Finlandia: 18 febbraio 1945 (Me tervehdimme elämää)
- Francia: 28 febbraio 1945 (Celles que fiers nous saluons / Les Anges de miséricorde)
- Danimarca: 1º giugno 1945 (Døtre af U.S.A.)
- Austria: 5 luglio 1946 (Mutige Frauen)
- Italia: 21 dicembre 1946 (Sorelle in armi)
- Germania: 19 agosto 1948 (Mutige Frauen)